# Yihetala
Yihetala (kinesiska: 义和塔拉, 义和塔拉苏木) är en socken i Kina. Den ligger i den autonoma regionen Inre Mongoliet, i den norra delen av landet, omkring 830 kilometer nordost om regionhuvudstaden Hohhot.
Genomsnittlig årsnederbörd är 513 millimeter. Den regnigaste månaden är juli, med i genomsnitt 128 mm nederbörd, och den torraste är januari, med 3 mm nederbörd.